# Prix du meilleur footballeur professionnel du Chili
Le prix du meilleur footballeur professionnel du Chili est remis au meilleur joueur chilien ou étranger évoluant dans le Championnat du Chili ou dans un autre pays.

## Gagnants
| Année | Joueur                | Club(s)                   |
| ----- | --------------------- | ------------------------- |
| 1982  | Mario Soto            | Cobreloa                  |
| 1983  | Miguel Ángel Neira    | Universidad Católica (3)  |
| 1984  | Lizardo Garrido       | Colo-Colo (7)             |
| 1985  | Rafael González       | Colo-Colo (8)             |
| 1986  | Oscar Fabbiani        | CD Palestino              |
| 1987  | Jaime Pizarro (1)     | Colo-Colo (9)             |
| 1988  | Jaime Pizarro (2)     | Colo-Colo (10)            |
| 1989  | Héctor Hoffens        | Universidad de Chile (6)  |
| 1990  | Iván Zamorano         | CD Cobresal               |
| 1991  | Mario Osbén           | Cobreloa (2)              |
| 1992  | Juan Covarrubias      | Cobreloa (3)              |
| 1993  | Jorge Contreras       | Colo-Colo                 |
| 1994  | Alberto Acosta        | Universidad Católica (4)  |
| 1995  | Cristian Traverso     | Universidad de Chile (7)  |
| 1996  | Sebastián Rozental    | Universidad Católica (5)  |
| 1997  | Marcelo Salas         | River Plate               |
| 1998  | Marcelo Salas         | Lazio                     |
| 1999  | Pedro González        | Universidad de Chile (8)  |
| 2000  | Sergio Vargas         | Universidad de Chile (9)  |
| 2001  | Jaime Riveros         | Santiago Wanderers        |
| 2002  | Miguel Ramírez        | Universidad Católica (6)  |
| 2003  | Rodrigo Meléndez      | Quilmes                   |
| 2004  | Luis Fuentes          | Cobreloa (4)              |
| 2005  | José Luis Sierra      | Unión Española (5)        |
| 2006  | Matías Fernández      | Colo-Colo (11)            |
| 2007  | Carlos Villanueva     | Audax Italiano            |
| 2008  | Gary Medel            | Universidad Católica (7)  |
| 2009  | Claudio Bravo (1)     | Real Sociedad             |
| 2010  | Rodrigo Millar        | Colo-Colo (12)            |
| 2011  | Eduardo Vargas        | Universidad de Chile (10) |
| 2012  | Charles Aránguiz      | Universidad de Chile (11) |
| 2013  | Cristopher Toselli    | Universidad Católica (8)  |
| 2014  | Jaime Valdés (1)      | Colo-Colo (13)            |
| 2015  | Claudio Bravo (2)     | FC Barcelone              |
| 2016  | Arturo Vidal          | Bayern Munich             |
| 2017  | Jaime Valdés (2)      | Colo-Colo (14)            |
| 2018  | Esteban Paredes       | Colo-Colo (15)            |
| 2019  | José Pedro Fuenzalida | Universidad Católica (9)  |
| 2020  | Non attribué          | Non attribué              |
| 2021  | Luis Jiménez          | Palestino (3)             |
| 2022  | Ben Brereton          | Blackburn Rovers          |
| 2023  | Diego Valdés          | Club América              |
| 2024  | Fernando Zampedri     | Universidad Católica (10) |